# كاغوشيما
كاغوشيما (باليابانية: 鹿児島市 كاغوشيما-شي) هي مدينة وميناء في اليابان. عاصمة محافظة كاغوشيما، تقع في جزيرة كيوشو، وتشرف على الخليج الذي يحمل نفس الاسم. مساحتها 547.06 كلم،² عدد سكانها 606386 (2011). يطلق على مدينة كاغوشيما اسم «نابولي الشرق» بسبب خليجها ومناخها الدافئ وإطلالة بركان ساكوراجيما.

## تاريخ
كانت المدينة معقلا للزعماء الإقطاعيين الكبار (دايميو) بين سنوات 794-1185 م، كما اندلعت فيها أحداث انتفاضة ساتسوما عام 1877 م (قاد فيها سايغو تاكاموري مجموعة من الساموراي ضد النظام الجديد). تعرضت للخراب عام 1914 م، عندما اندلع البركان ساكوراجيما، وأخذ يلفظ حممه في خليج كاغوشيما.

## اقتصاد
تعتبر مدينة كاغوشيما المركز الثقافي والتجاري لمنطقة جنوبي كيوشو. تشتهر بصناعة الخزف، والتي يطلق عليها اسم ساتسوما، الحرير، المواد القطنية، المواد الغذائية، وبعض أنواع السيجار.
تعتمد المدينة أيضا على السياحة من خلال جزيرة ساكوراجيما التي تحتوي بركان ومتنزه جيولوجي، كما أن علم المدينة يحتوي صورة هذا البركان النشط الذي يعد أبرز معالمها.

## التعليم

### الجامعي
من أشهر الجامعات في كاغوشيما هي جامعة كاغوشيما.

## مدن التوأمة
مدينة كاغوشيما أقامت علاقات توأمة مع 6 مدن وهي:
- نابولي  إيطاليا 3 أيار 1960.
- بيرث  أستراليا 24 نيسان 1974.
- تشانغشا  الصين 30 تشرين الأول 1982.
- ميامي (فلوريدا)  الولايات المتحدة 1 تشرين الثاني 1990.
- تسوروكا  اليابان 7 تشرين الثاني 1969.

## معرض الصور

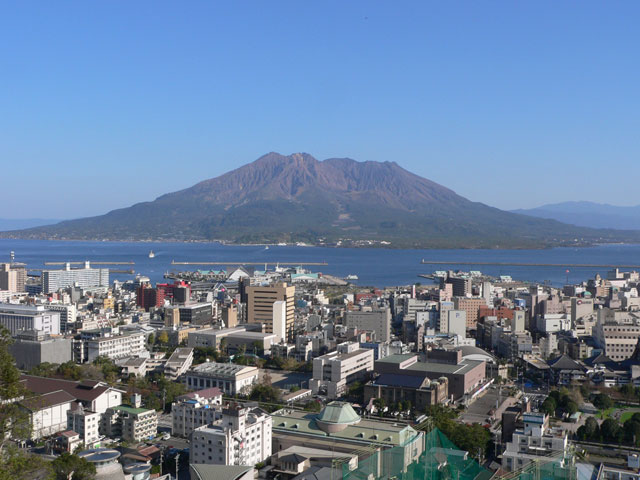
صورة من مدينة كاغوشيما يظهر فيها بركان ساكوراجيما.
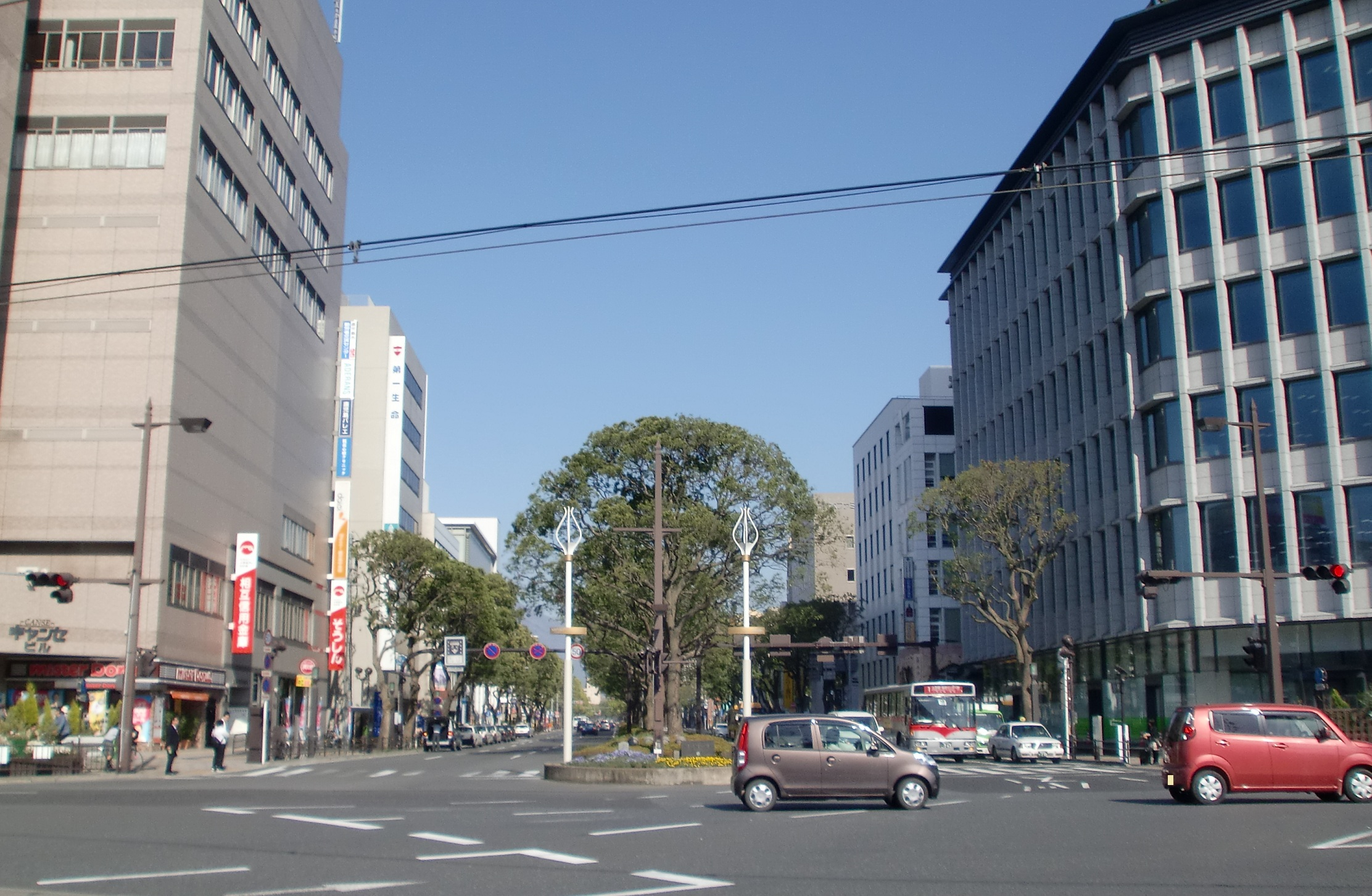
شارع نابولي في كاغوشيما.
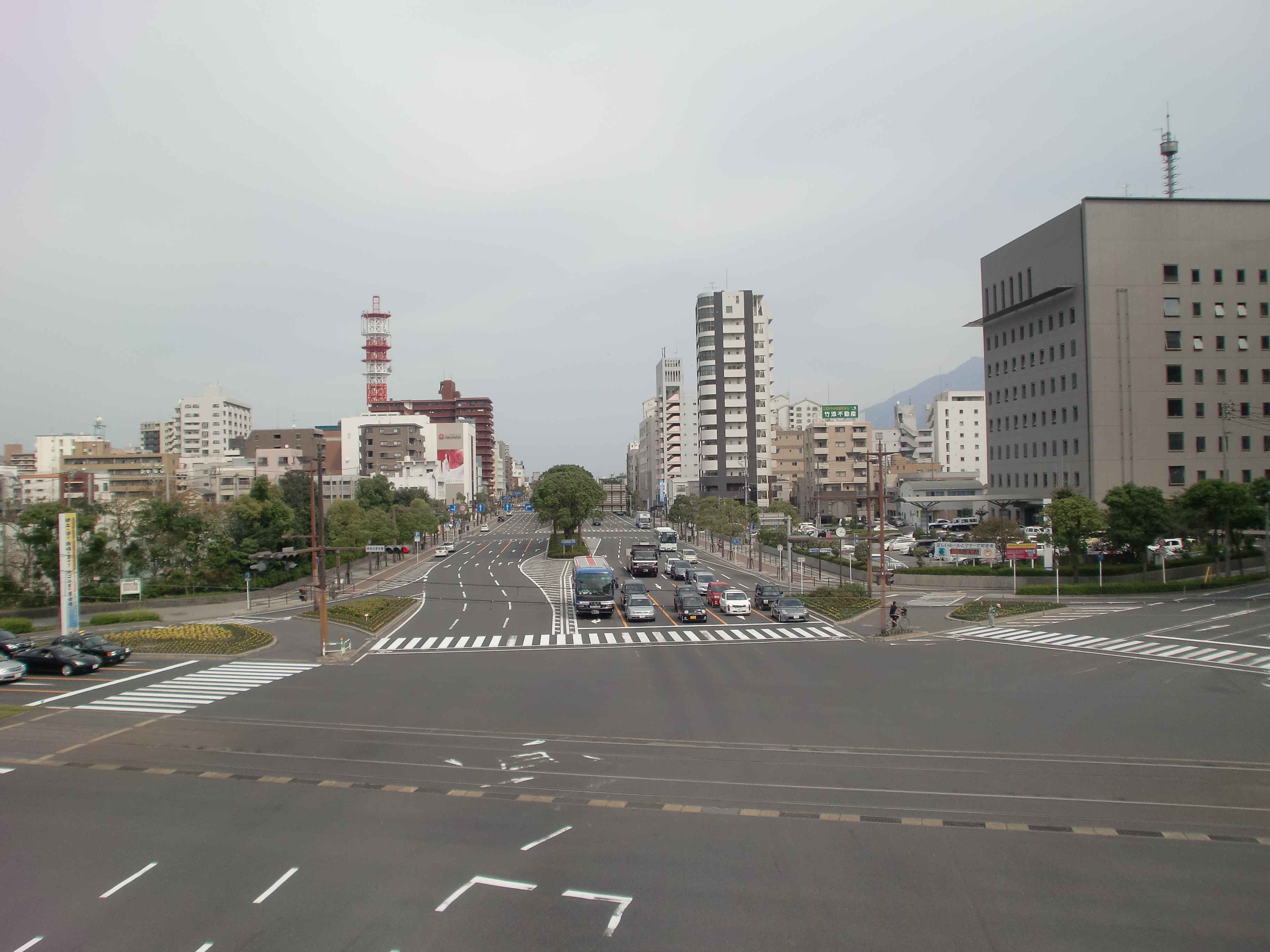
شارع بيرث في كاغوشيما.
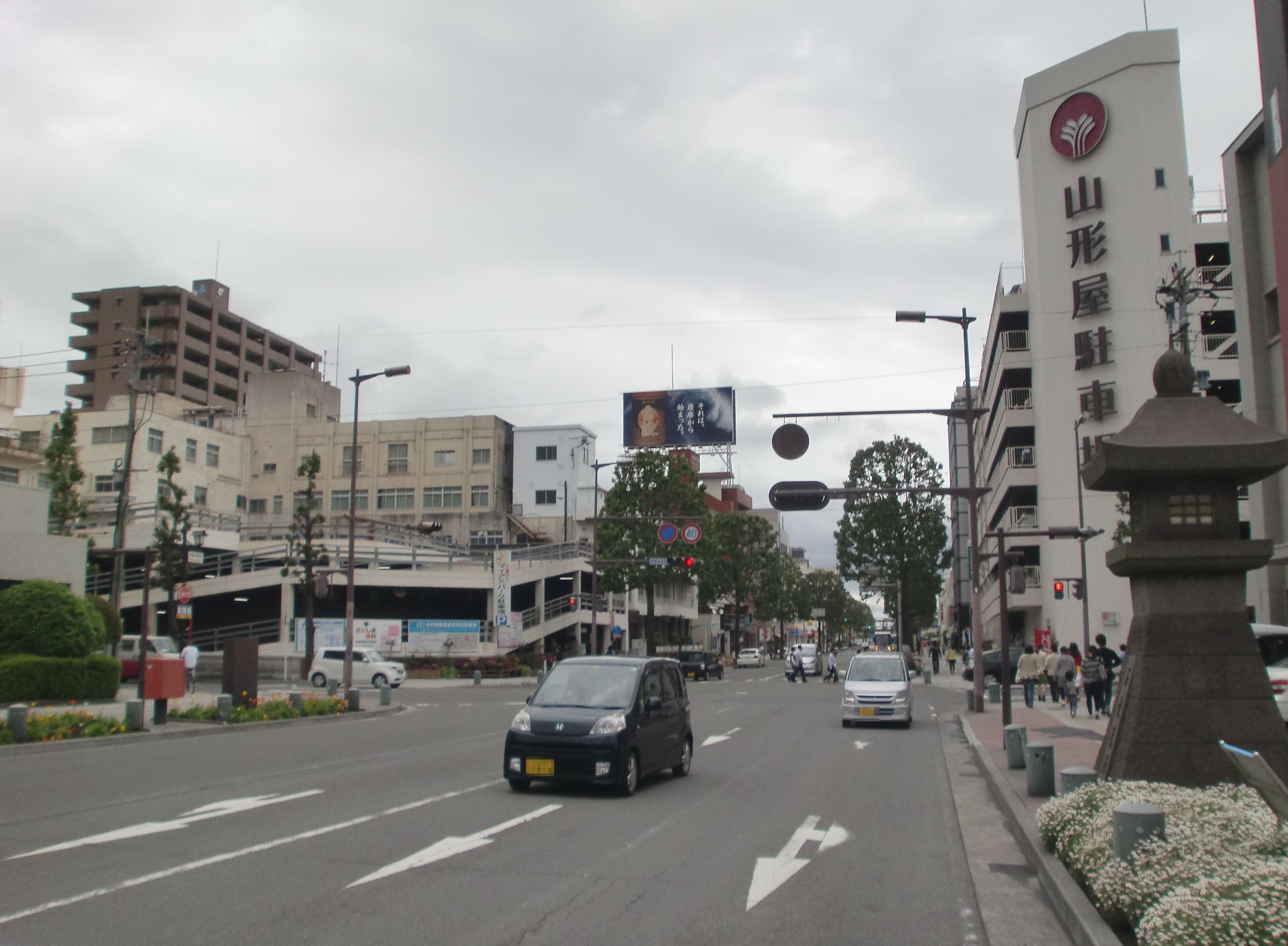
شارع ميامي في كاغوشيما.

## أعلام
- ريوجي فوجيياما
- تومويوكي هيراسي
- واتارو كوبو
- كوهي حتاتا
- كيسوكي إيواشيتا
- شوهي أكاساكي
- يوجي هيكوتيك
- ساكورا مياواكي